# John B. Alexander

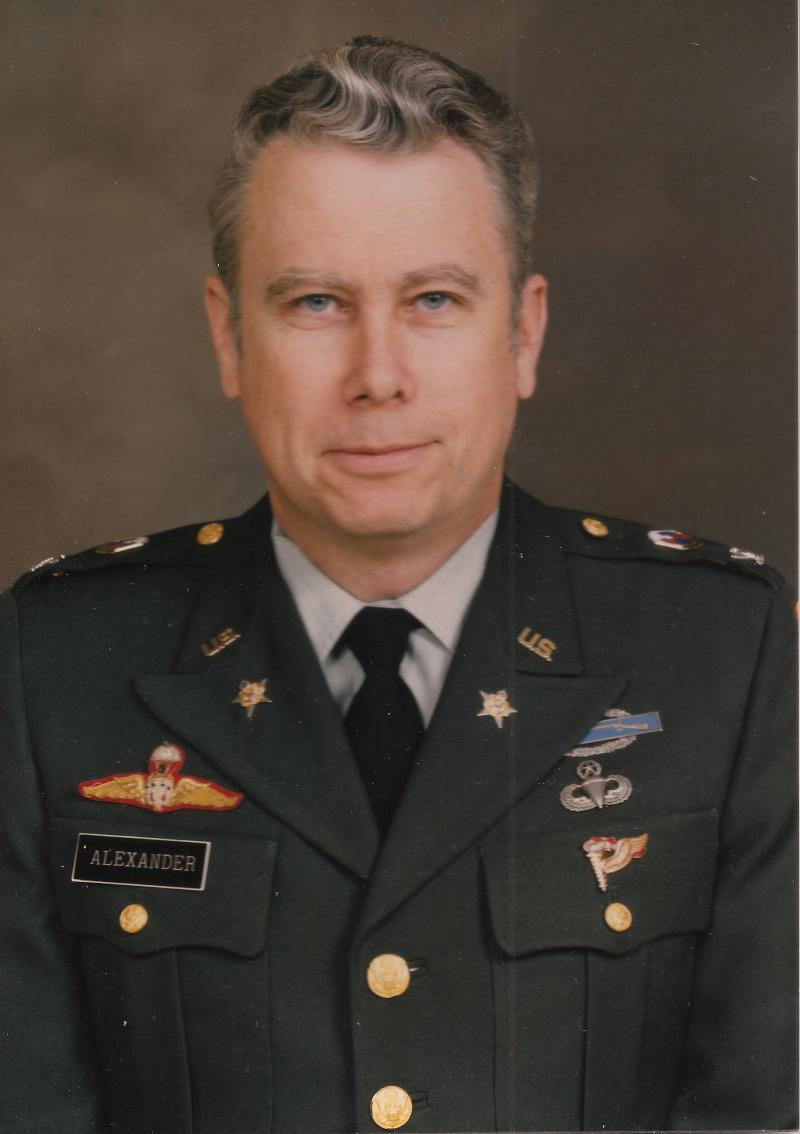
Đại tá Alexander

John B. Alexander (sinh năm 1937) là đại tá quân đội Mỹ về hưu. Dành phần lớn sự nghiệp đời mình trong vai trò của một sĩ quan bộ binh, ông được biết đến như một người ủng hộ hàng đầu cho sự phát triển của loại vũ khí phi sát thương và các ứng dụng quân sự dành cho hiện tượng siêu nhiên. Ông đã viết sách và diễn thuyết về thực tế của đề tài UFO. Ông mô tả đặc điểm sự nghiệp của mình là "đã phát triển từ lính đánh thuê nhà nghề trở thành nhà tử vong học". Tiếng tăm của Alexander góp phần trong cuốn sách mang tựa đề The Men Who Stare At Goats (2004) của nhà báo Jon Ronson, và liên quan đến bộ phim tài liệu trên kênh Channel 4, khảo sát chủ đề về những ý tưởng trong Thời đại Mới có sức ảnh hưởng đến quân đội Mỹ.

## Tiểu sử
Alexander sinh năm 1937 ở New York. Ông nhập ngũ vào năm 1956 với cấp bậc binh nhì, sau cùng nghỉ hưu với cấp bậc đại tá vào năm 1988. Với tư cách là một "mustang," Alexander đã được chọn nhập học Trường Sĩ quan trừ bị với cấp bậc thượng sĩ. Trong khi thi hành nhiệm vụ, ông nhận bằng từ Đại học Nebraska (Cử nhân với chuyên ngành xã hội học, 1971), Đại học Pepperdine (Thạc sĩ giáo dục, 1975) và Đại học Walden (Tiến sĩ giáo dục, 1980).
Công tác của ông bao gồm: Chỉ huy trưởng, Nhóm Biệt kích, Quân đội Mỹ, Thái Lan, Việt Nam, 1966–1969; Trưởng phòng Nhân sự, Quân đội Mỹ, Ft. McPherson, GA, 1977–1979; Tổng Thanh tra, Bộ Lục quân, Washington, 1980–1982; Giám đốc Công nghệ Nhân lực, Bộ Tư lệnh Tình báo Quân sự, Quân đội Mỹ, Arlington, VA 1982–1983; Giám đốc Hợp nhất Công nghệ, Bộ Tư lệnh Vật liệu Quân sự, Quân đội Mỹ, Alexandria, VA, 1983–1985; Giám đốc, Phòng thí nghiệm Khái niệm Tối tân Quân đội Mỹ. Bộ Tư lệnh, Aldelphi, MD 1985–1988.
Alexander mô tả nhiệm vụ của ông vào năm 1971 với tư cách là một sĩ quan bộ binh tại Schofield Barracks, Hawaii, trong thời gian đó ông đi lặn ở quần đảo Bimini để tìm lục địa thất lạc Atlantis. Trong sự nghiệp quân nhân của mình, ông đã thể hiện sự quan tâm đặc biệt về các kỹ thuật bí truyền do Trung tá J Jim Channon khám phá trong quyển sách hướng dẫn First Earth Battalion của ông. Một ví dụ là lập trình ngôn ngữ tư duy, mà ông hy vọng sẽ tạo ra những "chiến binh Jedi" (theo tài liệu riêng của ông trong cuốn sách năm 1990 The Warrior's Edge). Ông còn xuất bản một cuốn sách khác về UFO có tựa đề UFOs: Myths, Conspiracies, and Realities (ISBN 978-0-312-64834-3).
Từ năm 1982 đến năm 1984, Alexander phục vụ trong Bộ Tư lệnh Tình báo và An ninh Quân đội Mỹ (INSCOM) dưới sự chỉ huy của Thiếu tướng Albert Stubblebine. Được biết, Alexander là một trong những cộng sự thân thiết nhất của Stubblebine. Alexander nhận được Giải thưởng Quốc gia Quân tình nguyện từ Pres. Giải Ronald Reagan năm 1987, và Giải thưởng Hàng không Vũ trụ từ Aviation Week vào năm 1993 và 1994.
Từ sau khi ra quân nghỉ hưu, Alexander đã phục vụ trong nhiều năm với tư cách là Giám đốc Chương trình Phòng vệ Vũ khí phi Sát thương tại Phòng thí nghiệm Quốc gia Los Alamos. Trong khả năng này, ông đã tiến hành các cuộc họp về chiến tranh phi sát thương ở cấp cao nhất của chính phủ, bao gồm Văn phòng điều hành của Tổng thống, Hội đồng An ninh Quốc gia Hoa Kỳ, các thành viên của Quốc hội, Giám đốc Tình báo Trung ương và các quan chức cấp cao của Bộ Quốc phòng. Năm 2003, ông làm cố vấn cho các quan chức cấp cao của Bộ Quốc phòng Afghanistan thông qua Văn phòng Hợp tác Quân sự Mỹ–Afghanistan. Bắt đầu từ năm 2005 và tiếp tục trong gần một thập kỷ sau đó, ông là thành viên cao cấp của Khoa Nghiên cứu Chiến lược tại Đại học Đặc nhiệm Hỗn hợp (JSOU); trong thời gian này, JSOU Press đã xuất bản một số chuyên khảo của ông về các vấn đề an ninh quốc gia.
Tờ Albuquerque Journal đưa tin vào tháng 3 năm 1993 rằng "năm ngoái, Alexander đã tổ chức một hội nghị quốc gia dành cho việc nghiên cứu 'các báo cáo về lạm dụng nghi thức tế lễ, trải nghiệm cận tử, mối liên hệ của con người với người ngoài hành tinh và cái gọi là những trải nghiệm dị thường khác.' " Năm 1971 tạp chí Nexus của Úc từng tường thuật chuyện Alexander 'đang ngụp lặn ở quần đảo Bimini tìm kiếm lục địa đã mất Atlantis. Ông là một đại diện chính thức cho tổ chức kiểm soát tâm trí Silva và người diễn thuyết về các nền văn minh trước cơn Đại hồng thủy... [và] ông đã giúp thực hiện các thí nghiệm ESP với cá heo.'"
Alexander hiện sinh sống ở Las Vegas cùng vợ là Victoria Alexander.

## Tác phẩm
- The Warrior's Edge (1990), William Morrow & Co (đồng tác giả với Richard Groller và Janet Morris); Thảo luận về thiền định, lắng nghe tích cực, trực giác, trực quan, phản hồi sinh học, võ thuật, và khả năng di chuyển đồ vật như nghiên cứu của quân đội Mỹ.
- Future War: Non-Lethal Weapons in Modern Warfare (1999), Thomas Dunne Books; lời đề tựa của Tom Clancy.
- Winning the War: Advanced Weapons, Strategies, and Concepts for the Post-9/11 World (2003), Thomas Dunne Books.
- UFOs: Myths, Conspiracies, and Realities (2011), Thomas Dunne Books, lời đề tựa của Jacques F. Vallée, Burt Rutan giới thiệu.
- Reality Denied: Firsthand Experiences with Things that Can't Happen - But Did, (2017) Anomalist Books, lời đề tựa của Uri Geller

## Ảnh hưởng văn hóa
Alexander được mời phỏng vấn cho đoạn phim tài liệu ngắn "The Science Behind the Fiction" xuất hiện trên DVD cho bộ phim Push ra mắt năm 2009. Tại đây ông đã thảo luận về những trải nghiệm cá nhân của mình đối với hiện tượng siêu nhiên trong quân đội Mỹ. Ông tuyên bố rằng tàu ngầm lớp Typhoon của Liên Xô lần đầu tiên được cơ quan tình báo quân đội Mỹ biết đến nhờ vào các phương pháp huyền bí.